# Violet Hill
"Violet Hill" é uma canção da banda inglesa de rock alternativo Coldplay. Foi escrita por todos os membros da banda para o seu quarto álbum de estúdio, Viva la Vida or Death and All His Friends (2008). Construído em torno de um som de guitarra de repetição, utiliza um ritmo de marcha, apoiado por pianos e ritmos que acompanham a letra da canção. A canção foi inicialmente disponível para download gratuito no site oficial da banda teve mais de dois milhões de downloads.
O vocalista Chris Martin revelou que a canção já havia sido desenvolvida, porém, a banda não havia terminado a edição, somente a primeira linha e a primeira melodia haviam sido desenvolvidas. "Violet Hill" é considerada a primeira canção da banda de protesto contra a guerra. O single foi positivamente recebido pelas críticas. A faixa foi liberada em todo o mundo como o primeiro single de Viva la Vida or Death and All His Friends, chegando a posição de número nove na Alternative Songs, dos Estados Unidos e na posição de número oito na UK Singles Chart.
Foi disponível para download no site do vídeo game, Guitar Hero III: Legends of Rock, assim como também é destaque no Guitar Hero On Tour: Modern Hits. A canção foi indicada no Q Awards na categoria Melhor Faixa e recebeu duas indicações no Grammy Awards nas categorias Melhor Faixa de Rock e Melhor Performance de Rock por um Duo ou Grupo. O videoclipe da canção foi indicado na categoria Melhores Efeitos Especiais no MTV Video Music Awards de 2008.

## Antecedentes e escrita
O vocalista do Coldplay Chris Martin, revelou que o primeiro verso e a primeira melodia foram produzidas há alguns anos, porém, a canção foi totalmente terminada somente em 2007. Martin disse para a revista Rolling Stone que a letra da canção era sobre "a loucura de idiotas em um lugar público" e disse também para a para a Fox News que era como uma pessoa "inexperiente se tornando Deus". "Um dia eu estava assistindo Bill O'Reilly, e me senti como, 'Eu sou capaz de terminar essa canção'. Meu melhor amigo, Tim... estava tendo problemas com seu chefe, e isso me fez pensar, que tantas pessoas passam a vida a fazer coisas para pessoas que simplesmente não gostam. Então era essa a ideia, e assistindo Bill O'Reilly, toda a letra da canção saiu da minha cabeça."
Durante uma entrevista para a MTV News, o baixista Guy Berryman revelou que foi uma das canções mais antigas que a banda tinha, antes de trabalhar nela novamente, e que eles tinham que restaurá-la para que fizesse parte da lista de faixas que iriam aparecer no álbum. Phil Harvey, empresário da banda, convenceu-os a incluir a faixa no álbum, o que fez a banda finalmente colocá-la na lista.
É a primeira canção da banda de protesto contra a guerra, onde a banda pegou emprestado ritmos da banda britânica The Beatles. "Violet Hill" deriva o seu título de uma rua com o mesmo nome, perto da Abbey Road.

## Composição
"Violet Hill" possui um sintetizador intro atmosférica, que dá lugar a uma melodia de piano tocada por Martin. O resto da banda, em seguida, se junta a música com um riff de guitarra proeminente, caracterizada por um jagged, fuzzbox com um efeito de distorção. Martin canta sobre o imaginário medieval de carnavais, catedrais, religião e guerra, culminando com um coro crescente sob um tema motivador. A dinâmica da música baseia-se em torno do guitarrista Jon Buckland, que interpreta um solo.
As letras começam com Martin recordando: "Was a long and dark December/From the rooftops I remember there was snow". Martin ressalta para os pensamentos de um soldado que vai para a batalha. O verso "If you love me/Why'd you let me go?" fala do amor de um homem por uma mulher, que não retribui seu amor. A canção termina com Martin tocando piano e cantando, e articulado em poucas palavras: "If you love me/Won't you let me know?"
De acordo com Neil McCormick do The Sydney Morning Herald, disse que as letras "I don't want to be a soldier", é uma maneira que Martin encontrou para conjurar John Lennon, junto com a melodia da canção. McCormick, contudo, notou que Martin "acrescenta o seu próprio toque poético" durante "Who the captain of some sinking ship would stow/far below/ If you love me, why'd you let me go?".

## Lançamento e promoção

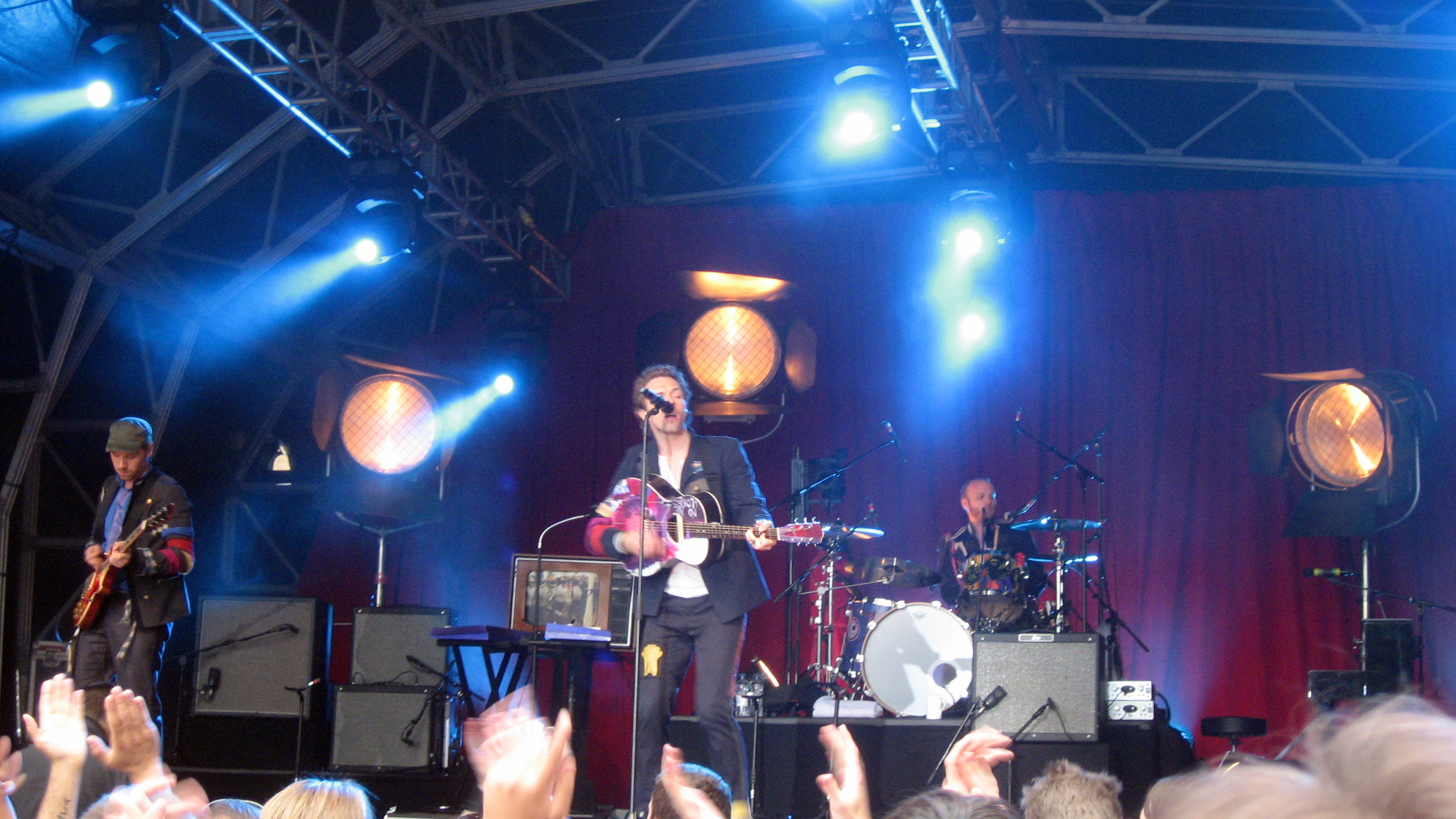
Coldplay performando "Violet Hill" para a BBC durante a Viva la Vida Tour em 2008.

A banda anunciou no dia 28 de abril de 2008 que o single seria liberado no site oficial do Coldplay em 29 de abril de 2008 gratuitamente durante uma semana até o dia 6 de maio, que passou a ser pago. A canção foi baixada gratuitamente por mais de 600.000 pessoas em 24 horas desde que foi disponibilizada as 12:15 da tarde no dia 29 de abril. Na semana seguinte, o single obteve mais de 2 milhões de downloads no site da banda.
Coldplay lançou "Violet Hill" nos EUA no dia 9 de maio de 2008 como o primeiro single do álbum. A versão promocional em 7" vinil foi distribuído gratuitamente na edição de 10 de maio da revista NME, incluindo a canção dispensada do álbum "A Spell a Rebel Yell" como um B-side. E posteriormente lançou "Lost?", uma gravação acústica da faixa do álbum, "Lost!", participou também do B-side de "Violet Hill".
O single estreou na Billboard Hot 100 no dia 24 de maio de 2008 na posição de número 40. Esta foi a maior posição que o single alcançou após seu lançamento. Três semanas depois de seu lançamento, a faixa entrou na posição de número nove na Alternative Songs. A canção conseguiu atingir a sexta posição no Canadian Hot 100 e a oitava posição na UK Singles Chart, tornando-se o segundo single a atingir o Top 10 sem ter sido lançado oficialmente por lá. "Violet Hill" foi certificado como disco de Platina pela Associação Brasileira de Produtores de Discos (ABPD).

### Recepção
Críticos contemporâneos atribuíram opiniões positivas à canção. Em uma revisão do jornal Los Angeles Times, o crítico Todd Martens escreveu: "A primeira canção que aplainou do álbum, é ainda o corte mais agressivo do disco. O solo da guitarra na canção mostra primeiro uma introdução ambiental longa, e traz uma 'sacudida' de electrificação à melodia impressionantemente tocada no piano. Martin traz uma confiança crescendo a seus vocals, o que fica mais evidente nos registros de  canções do Coldplay." Simon Vozick-Levinson do Entertainment Weekly escreveu: "'Violet Hill' abre com uma lavagem fina de synth que é muito utilizada para os aeroportos, e prossegue a partir daí a alguns droning, 'esfaqueando' as texturas da guitarra que mostra um som que a maioria dos temas musicais do Coldplay não tem." Kristina Feliciano da revista Paste escreveu: "...Chris Martin vala seu falsete angustiado por um profundo basso profundo..." Mikael Wood da revista Spin escreveu: "'Violet Hill' puxa uma grande força no falsete para similar um soundscape delicado ao estilo de Eno, com grandes solos de guitarra." Darcie Stevens do The Austin Chronicle escreveu: "Embora o quarto álbum da banda começe leve e bonito, o seu poder realmente aparece com o tangente Velho Oeste de 'Violet Hill'". A canção apareceu na lista da Rolling Stone em maio de 2009 com a revista o chamando de "um (relativo) ataque de hard rock na América."
Após o lançamento da canção, foi anunciado que "Violet Hill" faria uma participação no jogo Guitar Hero III: Legends of Rock como conteúdo para download. A música também foi apresentada no Guitar Hero on Tour: Modern Hits. O single tem uma versão cover cantada por Pendulum, tocada quando eles foram convidados para uma apresentação ao vivo no BBC Radio 1. A canção foi mixada por Michael Brauer, que também mixou o álbum de estreia do Coldplay, Parachutes. Também foi destaque em um capítulo da novela britânica Hollyoaks.
O videoclipe oficial de "Violet Hill" foi indicado na categoria Melhor Vídeo Britânico assim como na categoria Melhores Efeitos Especiais no MTV Video Music Awards de 2008. A canção também foi indicada em duas categorias no Q Awards: Melhor Faixa e Melhor Vídeo; A canção perdeu em ambas categorias para Keane com "Spiralling" em Melhor Faixa e Vampire Weekend com "A-Punk" em Melhor Vídeo, respectivamente. A canção foi indicada em duas categorias no Grammy Awards nas categorias Melhor Faixa de Rock e Melhor Performance de Rock por um Duo ou Grupo.

## Videoclipes

Cena do vídeo dirigido por Asa Mader.

O videoclipe da canção foi filmado na Sicília, Itália e dirigido por Asa Mader. O vídeo, que tem tons violeta, começa mostrando o Monte Etna, Sicília, onde os integrantes vão caminhando até chegarem ao Palácio Biscari em Catania, onde começam a tocar. Na  parte de solo de guitarra, cada integrante do grupo toca piano enquanto o resto da banda observa e dança ao ritmo do piano. Ao final do vídeo, Chris Martin tenta caminhar pela neve, canta o final da canção, e finalmente cai.
Um clipe alternativo chamado Dancing Politicians dirigido por Mat Whitecross foi posto na página oficial de Coldplay, em 17 de maio de 2008. O vídeo foi feito com partes de diferentes vídeos, com cenas de guerra e fogos de artifício ao final. Os políticos que aparecem são: George W. Bush, Fidel Castro, Richard Nixon, Hugo Chávez, Robert Mugabe, Osama Bin Laden, Saddam Hussein, Boris Yeltsin, Barack Obama, Bill e Hillary Clinton, Tony e Cherie Blair, e Rainha Elizabeth II e o Príncipe Philip. Este mesmo vídeo foi mostrado no telão atrás do palco da banda, durante a Viva la Vida Tour em 2008.

## Faixas
| Download digital |               |         |  |
| N.º              | Título        | Duração |  |
| 1.               | "Violet Hill" | 3:49    |  |

| 7" Promocional (grátis pela NME) |                        |         |  |
| N.º                              | Título                 | Duração |  |
| 1.                               | "Violet Hil"           | 3:49    |  |
| 2.                               | "A Spell a Rebel Yell" | 2:46    |  |

| CD Promocional |                                 |         |  |
| N.º            | Título                          | Duração |  |
| 1.             | "Violet Hill" (versão de rádio) | 3:21    |  |

| CD Principal |               |         |  |
| N.º          | Título        | Duração |  |
| 1.           | "Violet Hill" | 3:49    |  |
| 2.           | "Lost?"       | 7:01    |  |

## Desempenho nas paradas musicais
| Parada (2008)                             | Melhor posição |
| ----------------------------------------- | -------------- |
| Alemanha (Media Control Charts)           | 10             |
| Austrália (ARIA)                          | 9              |
| Áustria (Ö3 Austria Top 40)               | 11             |
| Bélgica (Ultratop 50 Flandres)            | 10             |
| Bélgica (Ultratop 40 Valónia)             | 7              |
| Canadá (Canadian Hot 100)                 | 6              |
| Dinamarca (Hitlisten)                     | 11             |
| Eslováquia (IFPI)                         | 21             |
| Europa Hot 100 Singles                    | 9              |
| Estados Unidos (Billboard Hot 100)        | 40             |
| França (SNEP)                             | 36             |
| Holanda (Dutch Top 40)                    | 9              |
| Irlanda (IRMA)                            | 13             |
| Itália (FIMI)                             | 9              |
| Japão (Japan Hot 100)                     | 22             |
| Nova Zelândia (RIANZ)                     | 5              |
| Noruega (VG-lista)                        | 8              |
| Polônia (ZPAV)                            | 1              |
| Reino Unido (The Official Charts Company) | 8              |
| República Checa (IFPI)                    | 14             |
| Suécia (Sverigetopplistan)                | 8              |
| Suíça (Schweizer Hitparade)               | 11             |

### Paradas anuais
| País/Parada (2008)                        | Posição |
| ----------------------------------------- | ------- |
| Alemanha (Media Control Charts)           | 79      |
| Austrália (ARIA)                          | 68      |
| Reino Unido (The Official Charts Company) | 79      |
| Suíça (Schweizer Hitparade)               | 62      |